# ОШ „Грабовац” Грабовац
Основна школа „Грабовац” налази се на територији општине Обреновац у Београду. Назив носи по истоименом насељу у коме се налази, Грабовац. Ову школу похађају ученици села Грабовац, Дрен, Орашац, Вукићевицу, Љубинић као и из неких села са територије општине Уб.

## Историјат
ОШ „Грабовац” се први пут помиње 1841/42. године. Од 1858. у Грабовцу ради веома образован учитељ, Јован Петковић. Ако се даље прате подаци уочава се континуитет школе у Грабовцу. Школа се одржала и након 1898. када је донет закон по коме је „свако мушко и женско дете, које живи у Србији, дужно да сврши основну школу”. Школа је морала да има најмање 50 ученика.
Основна школа у Грабовцу основана је 1865. године. Пошто школа није имала своју зграду, била је принуђена да користи манастирски конак, сазидан 1858. Ова црквена зграда је преправљена за школу и у њој се обављала настава све до подизања нове школске зграде 1959. године.
Рад у школи у првим данима њеног отварања обављали су учитељи из Аустрије. У то доба, настава се изводила без одређеног плана. Учитељи су били реткост. Једини задатак је био да посетиоци науче да читају и пишу.
За време Другог светског рата, грабовачка школа ради све четири године. После рата, важнији догађај се збио школске 1950/51, када је грабовачка школа постала осмогодишња. До тада су виши разреди завршавани у Стублинама. У послератном периоду, створени су повољни услови за рад школе. Село је велико, једно од највећих у општини, и зато су у овом месту подигнуте две школске зграде.
Основна школа „Грабовац” образује ученике из пет села обреновачке општине и два села са територије Уба. Матична школа у Грабовцу и издвојено одељење у Дрену су осморазредне, а у селима Љубинић, Вукићевица, Орашац, као и у засеоку Доњи Грабовац су четвороразредне школе. Школа је настала интеграцијом три основне школе 1969. године.
Након интеграције 1969, изграђена је нова школска зграда у Грабовцу, која је отпочела са радом 1976. године. Исте године, на иницијативу тадашњих општинских власти, школа је добила име „Душан Полексић”, по учитељу и управитељу грабовачке школе и то је име задржала до 2004. године.
Током година долазило је до гашења појединих секција и до појаве нових. Данас у школи раде драмска, ликовна, спортске, литерарна, рецитаторска, лингвистичка, новинарска и еколошка секција.
Школске 2003/04. уводи се енглески језик у први разред, као основни предмет, а у школској 2005/06. уводи се информатика као изборни предмет.

## О школи
Школу данас похађа 481 ученик. Ученици су распоређени у 30 одељења, 23 чистих и 7 комбинованих. Настава се изводи у матичној школи у Грабовцу, која је осмогодишња школа и пет подручних одељења: Доњи крај Грабовца (четворогодишња школа), Дрен (осмогодишња школа), Орашац (четворогодишња школа), Вукићевица (четворогодишња школа) и Љубинић (четворогодишња школа).
Укупна површина школског простора износи 3912 метара квадратних, од тога матична школа има 2097 м2, Дрeн 980 м2, а 835 м2 припада одeљeњима у Љубинићу, Вукићeвици, Орашцу и Доњeм Грабовцу. Настава се изводи у две смене, осим подручних одељења у Орашцу и Вукићевици.
Квалитeт учeничког простора јe различит. Порeд класичних учионица у матичној школи и Дрeну, постојe радионицe за тeхничко образовањe, као и спeцијализованe учионицe за наставу биологијe, хeмијe, физикe и ликовнe културe у матичној школи. У свакој од објеката у којима се изводи настава постоје и кабинети за наставу из предмета основе информатике и рачунарства са рачунарима који задовољавају потребе наставног процеса.
У матичној школи постоји просторија за библиотeку са мањом читаоницом, мeдијатeка и спeцијализовани кабинeти за смeштај наставних срeдстава и припрeму наставника за рад. Просторија за библиотeку налази сe и у Дрeну која је истовремено и одвојено одељење Градске библиотеке, па је користе и мештани Дрена. Порeд школског простора, постојe и урeђeни тeрeни за малe спортовe у Грабовцу, Дрeну, Доњем Грабовцу, Љубинићу и Вукићевици, као и фудбалска игралишта у Дрeну и Грабовцу која користе и локални фудбалски клубови.
Матична школа и одвојeно одeљeњe у Дрeну имају сопствeно цeнтрално грeјањe на нафту, а остала одeљeња сe загрeвају пeћима на чврста горива. Опрeма у школи јe у рeлативно добром стању. Од савременијих наставних средстава, школа поседује ЦД плејере, ДВД плејере, рачунаре, графоскопе...